# Organisation juridictionnelle au Japon
L'organisation juridictionnelle du Japon se compose de quatre niveaux de base : 483 cours de première instance,1 tribunal de district dans chaque préfecture, de huit Hautes Cours et d'une Cour suprême. Il y a aussi, dans chaque tribunal de district, une chambre familiale,,,,.